# Синклер, Дэвид Эндрю
 Дэвид Эндрю Синклер (родился в 1969) — австралийский биолог и профессор генетики, известный своими работами в области биогеронтологии. Преподает в Гарвардском университете c 2003 года. Изучает работу эпигенома, работу NAD и сиртуинов.

## Детство
Дэвид Эндрю Синклер родился в Австралии в 1969 году и рос в пригороде Сиднея, поселении Сент-Айвс, Новый Южный Уэльс. Его бабушка по отцовской линии иммигрировала в Австралию после подавления восстания в Венгрии в 1956 году, а его отец сменил фамилию с Сигети на Синклер.

## Образование и карьера
Синклер окончил Университет Нового Южного Уэльса в Сиднее со степенью бакалавра и получил премию Австралийского Содружества.
В 1995 году он получил степень доктора философии в молекулярной генетике в том же учебном заведении исследовав регуляцию генов в составе дрожжей.
В 1993 году он познакомился с Леонардом П. Гуаренте, профессором Массачусетского технологического института, который изучал гены, участвующие в регуляции старения, когда Гуаренте был на лекционном туре в Австралии. Данная встреча побудила Синклера подать заявку на пост-докторскую должность в лаборатории Гуаренте. Ранее в том же году лаборатория Синтии Кенион в UCSF обнаружила, что мутация одного гена в (Daf-2) может удвоить продолжительность жизни Caenorhabditis elegans.
В 1999 году Синклер был принят на работу в Гарвардскую медицинскую школу.
В 2003 году его лаборатория была маленькой и боролась за финансирование.
В 2004 году Синклер встретился с филантропом Полом Ф. Гленном, который пожертвовал 5 миллионов долларов Гарварду для создания Лабораторий Пола Ф. Гленна по биологическим механизмам старения в Гарварде, директором-основателем которых был Синклер. В настоящее время он является содиректором Брюса Янкнера. В 2004 году Синклер вместе с серийным предпринимателем Эндрю Перлманом, Кристофом Вестфалом, Ричардом Олдричем, Ричардом Попсом и Полом Шиммелем основали компанию Sirtris Pharmaceuticals. Сиртрис сконцентрировался на развитии исследований Синклера о
сиртуин-активирующих соединениях. Он начал свою работу в лаборатории Гуаренте. Компания была специально сосредоточена на рецептурах ресвератрола и его производных в качестве активаторов фермента SIRT1 (сиртуин −1); Синклер стал известен своими заявлениями о ресвератроле, вроде: "(Это) как можно ближе к чудесной молекуле, которую вы можете найти… Через сто лет люди, возможно, будут принимать эти молекулы ежедневно для предотвращения сердечных заболеваний, инсульта и рака ". Большая часть специалистов, которые занимались антивозрастной медициной, были более осторожны, особенно в отношении иных побочных действий ресвератрола на организм, и его недостаточной биодоступности. Первоначальный продукт компании назывался SRT501 и представлял собой рецептуру ресвератрола;. Sirtris стала публичной в 2007 году, а затем была приобретена и стала дочерней компанией GlaxoSmithKline в 2008 году за 720 миллионов долларов.
В 2006 году Genocea Biosciences была создана на основе работ ученого из Гарварда Даррена Э. Хиггинса над антигенами, стимулирующими Т-клетки, и использованием этих антигенов для создания вакцин; Синклер был соучредителем.
В 2008 году Синклер получил звание штатного профессора Гарвардской медицинской школы. Он также стал профессором в Университете Нового Южного Уэльса Sinclair was a co-founder..
В 2008 году Синклер присоединился к научно-консультативному совету Shaklee и помог им разработать и представить продукт, содержащий ресвератрол под названием «Vivix»; после того, как Wall Street Journal запросил интервью о своей работе с компанией и её маркетинге, он оспорил использование своего имени и слов для рекламы добавки и подал в отставку.
В 2011 году Синклер с Мишель Дипп (которая была связана с Сиртрисом), Олдричем, Вестфалем и Джонатаном Тилли стали основателями биотехнологической компании «OvaScience», ориентированной на женское бесплодие. В основу легли научные работы, проделанные Тилли в отношении стволовых клеток млекопитающих, а также работы над митохондриями Синклера. Работа Тилли была противоречивой, некоторые группы не могли повторить её.
В 2011 году Синклер был также соучредителем CohBar вместе с Нир Барзилай и другими коллегами; CoBar стремился обнаружить и разработать новые пептиды, полученные из митохондрий.
В 2015 году в журнале The Scientist Синклер рассказал о своих усилиях по получению финансирования для своей лаборатории, о том, как его лаборатория выросла сначала до 20 человек, затем сократилась до 5, а после снова выросла, привлекая финансирование от благотворительных организаций и компаний, в том числе от компаний, которым он помог основаться. По состоянию на 2015 год в его лаборатории работало 22 человека, и его поддерживал один грант R01, и на 75 % он финансировался не федеральными фондами.
В 2018 году Синклер был назначен офицером Ордена Австралии (AO) за "выдающуюся службу для медицинских исследований в области биологии старения и продления жизни, в качестве генетика и ученого, за инициативу в области биобезопасности, а также в качестве сторонника изучения науки ".
В сентябре 2019 года Дэвид Синклер вместе с журналистом Matthew LaPlante опубликовали книгу «Продолжительность жизни: почему мы стареем – и почему мы не должны».

## Исследования
В то время как Синклер находился в лаборатории Гуаренте, он обнаружил, что Sirtuin 1 (называемый sir2 у дрожжей) замедляет старение дрожжей, уменьшая накопление внехромосомных кругов рДНК. Другие работавшие в лаборатории в то время идентифицировали NAD как важный кофактор для функции сиртуина. В 2002 году, после того как он уехал в Гарвард, он столкнулся с Гуаренте на научной встрече в лаборатории Колд-Спринг-Харбор, оспаривая описание гарантии того, что sir2 может участвовать в старении; это вызвало научное соперничество.
В 2003 году, когда его лаборатория была ещё немногочисленной , Синклер узнал, что ученые из биотехнологической компании Пенсильвании под названием Biomol Research Laboratories обнаружили, что полифенолы, включая ресвератрол, могут активировать sir2, в связи с чем он начал сотрудничество с ними. Это привело к появлению публикаций, частично написанных Синклером в журналах Nature и Science в 2003 году. Открытая пропаганда Синклера в отношении ресвератрола как антивозрастного соединения положила начало научному спору о том, было ли это правдой. Работа в другой лаборатории, выполненная при частичном финансировании Sirtris, показала увеличение количества митохондрий в клетках мышей, получавших высокие дозы ресвератрола. Лаборатория Синклера продолжает работать над ресвератролом и его аналогами, а также над митохондриями и NAD, исследования направлены на понимание старения и способы его предотвращения.